# Schwarzgebänderter Buntbarsch

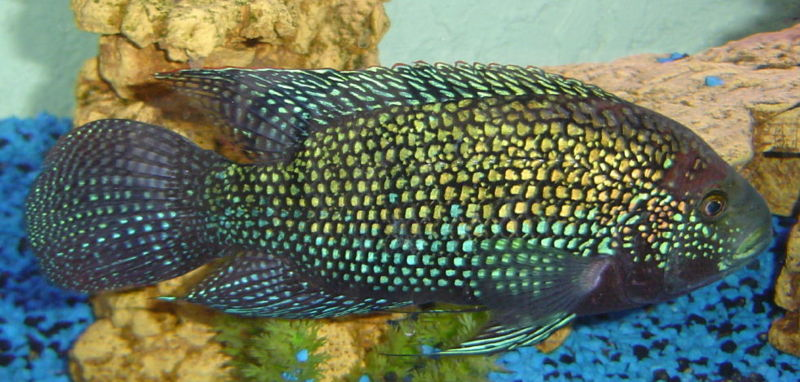

Der Schwarzgebänderte Buntbarsch (Rocio octofasciata, Syn.: Cichlasoma octofasciatum) lebt in Mittelamerika, vom Rio Papaloapan im Süden Mexikos bis zum Rio Ulúa in Honduras. Er bevorzugt Sümpfe, langsam fließende Gewässer, die Unterläufe von Flüssen sowie Entwässerungsgräben.
Er ernährt sich von Würmern, Krebstieren, Insekten und kleinen Fischen.

## Aussehen
Schwarzgebänderte Buntbarsche haben eine typische Buntbarschgestalt. Sie haben an den Flanken 7 bis 8 dunkle Querbinden, die im Alter verschwinden. Auf jeder Schuppe der Flanken sitzt ein hellblauer Fleck. Auch am Kopf und den Flossen haben sie blaue Flecken. Die Unterlippe ist ebenfalls hellblau. Schwarzgebänderte Buntbarsche werden 18 bis 25 Zentimeter lang.

## Fortpflanzung
Die Tiere werden geschlechtsreif, sobald sie eine Länge von 7 bis 8 Zentimeter erreicht haben. Sie sind Offenbrüter, die ihre 500 bis 800 Eier auf einen flachen Stein legen. Die Brut wird von beiden Elternteilen gepflegt und bewacht. Zur Laichzeit verhalten sich diese Fische sehr aggressiv.

## Aquarienhaltung
Der Schwarzgebänderte Buntbarsch ist nur für ein Aquarium mit anderen großen Cichliden geeignet. Er wühlt während der Laichzeit sehr stark im Bodengrund, so dass sich keine Pflanzen halten lassen.

## Wissenswertes
Der englische Name des Schwarzgebänderten Buntbarsches lautet „Jack Dempsey“, er wurde aufgrund seines relativ aggressiven Verhaltens nach dem gleichnamigen Schwergewichts-Boxer benannt.